# Hans-Joachim Plötz
Hans-Joachim Plötz, detto Hajo (Berlino, 26 febbraio 1944), è un ex tennista tedesco.

## Carriera
Attivo nel circuito principale a partire dagli anni 1960 si fa notare durante Wimbledon 1967 dove raggiunge il quarto turno prima di arrendersi alla sesta testa di serie, l'australiano Ken Fletcher. Riesce a ripetere il risultato nel doppio maschile al Roland Garros durante il biennio 1969-70, nel circuito principale ha disputato una finale ad Amburgo nel 1974 dove è stato sconfitto in tre set da Eddie Dibbs.
L'anno successivo ha ottenuto il suo miglior ranking con la sessantacinquesima posizione mondiale, in stagione ha ottenuto un'importante vittoria su Björn Borg durante il Canada Open.

## Statistiche

### Singolare

#### Finali perse (1)
| Numero | Data           | Torneo                   | Superficie  | Avversario in finale | Punteggio     |
| 1.     | 26 maggio 1974 | ATP German Open, Amburgo | Terra rossa | Eddie Dibbs          | 2–6, 2–6, 3–6 |